# Charley Brock
Charles Jacob Brock, detto Charley (Columbus, 15 marzo 1916 – 25 maggio 1987), è stato un giocatore di football americano statunitense che ha giocato nel ruolo di centro per tutta la carriera con i Green Bay Packers della National Football League (NFL). Al college giocò a football all'Università del Nebraska-Lincoln.

## Carriera professionistica
Balasz fu scelto nel corso del secondo giro (24º assoluto) del Draft NFL 1939 dai Green Bay Packers. Nella sua stagione da rookie disputò 10 partite, vincendo il campionato NFL battendo in finale i New York Giants. Disputò tutte le otto stagioni della carriera con Green Bay, ritirandosi dopo la stagione 1947.

## Vittorie e premi

### Franchigia
- Campione NFL: 2

Green Bay Packers: 1939, 1944

### Individuale
- Formazione ideale della NFL degli anni 1940
- Green Bay Packers Hall of Fame

## Statistiche
| Partite totali | 92 |